# Filmographie de Porky Pig
Voici la liste des films dans lesquels est apparu Porky Pig, personnage de fiction des Looney Tunes et des Merrie Melodies créé par les studios Warner Bros..
Note : un titre suivi d'un astérisque (*) indique que le court métrage est dans le domaine public.

## Courts métrages avec Porky Pig

### Années 1930

#### 1935
- Je n'ai pas de chapeau (I Haven' Got a Hat)
- The Country Mouse (caméo)
- Le Gaffeur d'Hollywood * (Hollywood Capers) (caméo)
- Gold Diggers of '49

#### 1936
- Porky the Rainmaker
- The Village Smithy
- The Blow Out
- Alpine Antics
- Milk and Money
- La Ferme de Porky (Porky's Poultry Plant)
- Porky le sauveteur * (Porky's Moving Day)
- Porky légionnaire (Little Beau Porky)
- Shanghaied Shipmates
- Le Refuge de Porky (Porky in the North Woods)
- Boom Boom *
- Porky's Pet
- Fish Tales
- Westward Whoa *
- Un avion obéissant (Plane Dippy)

#### 1937
- Porky le lutteur (Porky the Wrestler)
- La Course de Porky (Porky's Road Race)
- Porky toréador (Picador Porky)
- Porky amoureux (Porky's Romance)
- Porky va à la chasse (Porky's Duck Hunt)[1]
- Porky et Gabby (Porky and Gabby)
- Porky's Building
- Porky's Super Service
- Porky's Badtime Story
- Porky cheminot * (Porky's Railroad)
- Get Rich Quick Porky *
- Le Jardin de Porky * (Porky's Garden)
- Le Rival de Rover (Rover's Rival)[2]
- L'Héritage de Porky (The Case of the Stuttering Pig)
- Porky's Double Trouble
- Porky's Hero Agency

#### 1938
- Porky's Poppa
- Porky at the Crocadero
- What Price Porky
- Porky's Phoney Express
- Une aventure maritime de Porky (Porky's Five and Ten)
- Porky et le Lapin malin (Porky's Hare Hunt)[3]
- Injun Trouble
- Porky combattant du feu (Porky the Fireman)
- L'Anniversaire de Porky (Porky's Party)
- Porky's Spring Planting
- Porky et Daffy (Porky & Daffy)
- Wholly Smoke
- Porky à Zinzinville (Porky in Wackyland)
- Porky's Naughty Nephew
- Porky en Égypte (Porky in Egypt)
- Le Docteur Daffy (The Daffy Doc)
- Porky et le Sous-marin pirate (Porky the Gob)

#### 1939
- The Lone Stranger and Porky
- It's an Ill Wind
- Porky's Tire Trouble
- Porky's Movie Mystery
- Chicken Jitters *
- Porky et Teabiscuit (Porky and Teabiscuit)
- Kristopher Kolumbus Jr.
- Bagarre au pôle nord  (Polar Pals)
- Porky a peur d'être scalpé (Scalp Trouble)
- Gloire d'antan (Old Glory)[4]
- Porky's Picnic
- Wise Quacks
- Porky's Hotel
- Jeepers Creepers
- Naughty Neighbors[5]
- Porky joueur de flûte (Pied Piper Porky)[6]
- Porky the Giant Killer
- Le Cinéphile (The Film Fan)

### Années 1940

#### 1940
- Porky's Last Stand *[7]
- Africa Squeaks
- Ali-Baba Bound *
- Pilgrim Porky
- Slap Happy Pappy
- Porky aquariophile (Porky's Poor Fish)
- Vous devriez faire du cinéma (You Ought to Be in Pictures)
- The Chewin' Bruin
- Porky's Baseball Broadcast
- Patient Porky (idem)
- Calling Dr. Porky
- Prehistoric Porky
- Porky et les Petits Poissons lourds (The Sour Puss)
- Porky's Hired Hand *
- Le Torréador timide * (The Timid Toreador)

#### 1941
- Porky's Snooze Reel[8]
- Porky's Bear Facts *
- Toy Trouble (caméo)
- Porky en avant-première * (Porky's Preview)
- Porky's Ant *
- A Coy Decoy *
- Porky's Prize Pony *
- Meet John Doughboy *
- We, the Animals, Squeak! *
- Le Divorce de Daffy * (The Henpecked Duck)
- La Sérénade de Porky * (Notes to You)
- Robinson Crusoe Jr. *
- Porky's Midnight Matinee *
- Porky's Pooch *

#### 1942
- My Favorite Duck
- Who's Who in the Zoo *
- Any Bonds Today? *
- Porky's Pastry Pirates *
- Porky's Cafe *

#### 1943
- Porky à l'hôtel (Porky Pig's Feat) *
- Le Rendez-vous des mélomanes (A Corny Concerto) *
- Daffy impresario (Yankee Doodle Daffy) *
- Confusions of a Nutzy Spy *

#### 1944
- Un frère gâté (Brother Brat)
- À chacun son crooner (Swooner Crooner)
- Denis Dindon et Daffy Duck (Tom Turk and Daffy)
- Chasse en cours (Duck Soup to Nuts)
- Boulot, dodo, boulot (Tick Tock Tuckered)[9]
- Daffy contre les Indiens (Slightly Daffy)[10]

#### 1945
- Les Nuits folles de Porky (Trap Happy Porky)
- Wagon Heels (version colorisée de Injun Trouble)

#### 1946
- Biberons et Confusions (Baby Bottleneck)
- Tire-lire à tire-larigot (The Great Piggy Bank Robbery) (caméo)
- Toutes griffes dehors (Kitty Kornered)
- Daffy Doodles
- Mouse Menace

#### 1947
- Une bagarre à la viande (One Meat Brawl')
- Little Orphan Airedale

#### 1948
- Daffy a dormi là (Daffy Duck Slept Here)
- Riff Raffy Daffy
- Le Chari-vari du chat viré (Scaredy Cat)
- The Pest That Came to Dinner
- Auriez-vous une dent contre moi ? (Nothing But the Tooth)

#### 1949
- À la recherche du dodo perdu (Dough for the Do-Do) (version colorisée de Porky à Zinzinville)
- Un canard complètement givré (Daffy Duck Hunt)
- Adieu, Barbe bleue (Bye Bye Bluebeard)
- Flûte alors ! (Paying the Piper)
- L'Orphelin félé (Awful Orphan)
- Que le spectacle commence (Curtain Razor)
- L'Orphelin et son destin (Often an Orphan)
- L'Écureuil et le Bûcheron (Porky Chops)

### Années 1950

#### 1950
- Un canard dans le moteur (Boobs in the Woods)
- Le Mouron rouge (The Scarlet Pumpernickel)
- Histoire d'œufs (Golden Yeggs)
- Quitte ou double (The Ducksters)
- La Course à l'œuf (An Egg Scramble)

#### 1951
- Le Château hanté (The Wearing of the Grin)
- Daffy la terreur (Drip-Along Daffy)
- Dog Collared
- Un canard envahissant (The Prize Pest)

#### 1952
- Pouce, je passe ! (Thumb Fun)
- Daffy change de peau ou Un empaillé vivant (Cracked Quack)
- Assurance fou risque (Fool Coverage)

#### 1953
- Duck Dodgers au XXIVe siècle et des poussières (Duck Dodgers in the 24½th Century) Porky, en « cadet de l'espace »

#### 1954
- Bas les pattes ! (Claws for Alarm)
- Le Vengeur masqué (My Little Duckaroo)

#### 1955
- Tel est pris qui croyait prendre (Dime to Retire)
- Kidnapping spatial (Jumpin' Jupiter)

#### 1956
- La Patrouille de l'espace (Rocket Squad)
- Élémentaire, mon cher (Deduce, You Say)

#### 1957
- Peter coin-coin ou Mission cavalière (Boston Quackie)

#### 1958
- Daffy des bois (Robin Hood Daffy)

#### 1959
- Nuit de Chine (China Jones)

### Années 1960

#### 1961
- Pas sortis de l'auberge (Daffy's Inn Trouble)

#### 1964
- Sacrée Patrouille (Dumb Patrol) (caméo)
- The Porky Pig Show (émission TV)

#### 1965
- Super Mamie (Corn on the Cop)

#### 1968
- The Bugs Bunny/Road Runner Hour (émission TV)

### Années 1970

#### 1972
- Daffy Duck and Porky Pig Meet the Groovie Goolies (téléfilm)

#### 1976
- Carnival of the Animals (TV)

#### 1977
- Bugs Bunny in Space (TV)
- Bugs Bunny's Easter Special (TV)

#### 1978
- Bugs Bunny's Thanksgiving Diet (TV)
- How Bugs Bunny Won the West (TV)
- The Daffy Duck Show (série TV)
- Bugs Bunny's Howl-oween Special (TV)

#### 1979
- Le Noël de Bugs Bunny (Bugs Bunny's Christmas Carol, TV)
- Bugs Bunny's Christmas Tales (TV)

### Années 1980

#### 1980
- Duck Dodgers et le retour du XXIVe siècle et des poussières (Duck Dodgers and the Return of the 24½th Century)
- The Bugs Bunny Mystery Special (TV)

#### 1981
- Le Monde fou, fou, fou de Bugs Bunny (The Looney, Looney, Looney Bugs Bunny Movie)
- Bugs Bunny: All American Hero (TV)

#### 1982
- Les Mille et Un Contes de Bugs Bunny (Bugs Bunny's 3rd Movie: 1001 Rabbit Tales)
- Bugs Bunny's Mad World of Television (TV)

#### 1983
- L'Île fantastique de Daffy Duck (Daffy Duck's Movie: Fantastic Island)

#### 1985
- The Bugs Bunny/Looney Tunes Comedy Hour (série TV)

#### 1986
- The Bugs Bunny and Tweety Show (série TV)

### 1988
- Bugs vs. Daffy: Battle of the Music Video Stars (TV)
- SOS Daffy Duck (Daffy Duck's Quackbusters)[11]

### Années 1990

#### 1990
- The Earth Day Special (TV) avec la voix de Jeff Bergman
- Les Tiny Toons (Tiny Toon Adventures)
  - Hero Hamton, avec la voix de Bob Bergen
  - The Acme Bowl, avec la voix de Noel Blanc
  - Animaniacs, avec la voix de Bob Bergen
  - Fields of Honey, avec la voix de Noel Blanc

#### 1992
- Invasion of the Bunny Snatchers, avec la voix de Bob Bergen
- It's a Wonderful Tiny Toon Christmas Special, avec la voix de Greg Burson

#### 1993-1994
- Animaniacs 
  - De-Zanitized/The Monkey Song/Nighty Night Toons (1993) avec la voix de Rob Paulsen
  - The Warner's 65th Anniversary Special (1994) avec la voix de Greg Burson

#### 1996
- Super Défi Duck (Superior Duck) avec la voix de Bob Bergen
- Space Jam (film)

#### 1998
- Looney Tunes Sing-Alongs (vidéo) avec la voix de Bob Bergen
- Quest for Camelot Sing-Alongs (vidéo) avec la voix de Bob Bergen

### Années 2000

#### 2003
- Looney Tunes: Stranger Than Fiction (vidéo) avec la voix de Bob Bergen
- Looney Tunes: Reality Check, (vidéo) avec la voix de Bob Bergen
- My Generation G-G-Gap avec la voix de Billy West
- Duck Dodgers dans l'attaque des drones (Duck Dodgers in Attack of the Drones, vidéo) avec la voix de Billy West
- Cock-a-Doodle-Duel avec la voix de Billy West

#### 2005
- Duck Dodgers (série d'animation) avec la voix de Bob Bergen

#### 2006
- Daffy and Porky in the William Tell Overture (vidéo) avec la voix de Jeff Bergman
- Le Noël des Looney Tunes (Bah Humduck!: A Looney Tunes Christmas) (vidéo) avec la voix de Bob Bergen
- Robot Chicken - Rodigitti (épisode TV) avec la voix de Bob Bergen

### Années 2010

#### 2011
- Looney Tunes Show (The Looney Tunes Show) (série TV)

#### 2015
- Bugs ! Une production Looney Tunes (New Looney Tunes) (série TV)

#### 2020
- Looney Tunes Cartoons (série TV)

## Longs métrages avec Porky Pig

### 1988
- Qui veut la peau de Roger Rabbit (Who Framed Roger Rabbit) avec la voix de Mel Blanc

### 1996
- Space Jam avec la voix de Bob Bergen

### 2003
- Les Looney Tunes passent à l'action (Looney Tunes: Back in Action) avec la voix de Bob Bergen

### 2021
- Space Jam : Nouvelle Ère (Space Jam: A New Legacy) avec la voix d'Eric Bauza

### 2025
- Daffy et Porky sauvent le monde (The Day the Earth Blew Up: A Looney Tunes Movie) avec la voix d'Eric Bauza